# Ciclo do enxofre
O ciclo do enxofre é o conjunto de processos pelos quais o enxofre se desloca para os minerais (incluindo os cursos de água) e os sistemas vivos. Tais ciclos biogeoquímicos são importantes na geologia porque afetam muitos minerais. Os ciclos biogeoquímicos também são importantes para a vida, porque o enxofre é um elemento essencial para a vida, sendo um componente de muitas proteínas e de cofatores. 
Em muitos aspectos o ciclo do enxofre assemelha-se ao ciclo do nitrogênio, exceptuando a significativa inserção desse elemento proveniente da litosfera através da atividade vulcânica e a ausência do processo biológico de fixação do enxofre da atmosfera à terra ou água.

## Ciclo do enxofre
As proteínas dependem basicamente do enxofre. O enxofre é encontrado no solo em combinações de sais de sulfato, sulfetos e minério. Nas proximidades de vulcões, o enxofre é encontrado na sua forma original, razão pela qual há muitas unidades de exploração nestas regiões. O ciclo do enxofre compreende 6 etapas básicas:
1. as plantas absorvem compostos contendo enxofre, além dos sulfatos
2. na produção de aminoácidos das plantas, o hidrogênio substitui o oxigênio na composição dos sulfatos;
3. os seres vivos se alimentam das plantas;
4. microrganismos decompõem os aminoácidos que contêm enxofre nos restos de animais e plantas, criando sulfeto de hidrogênio;
5. o enxofre é extraído do sulfeto por bactérias e microrganismos;
6. sulfatos são produzidos pela ação de microrganismos na combinação do enxofre com o oxigênio.

## Descrição do ciclo do enxofre

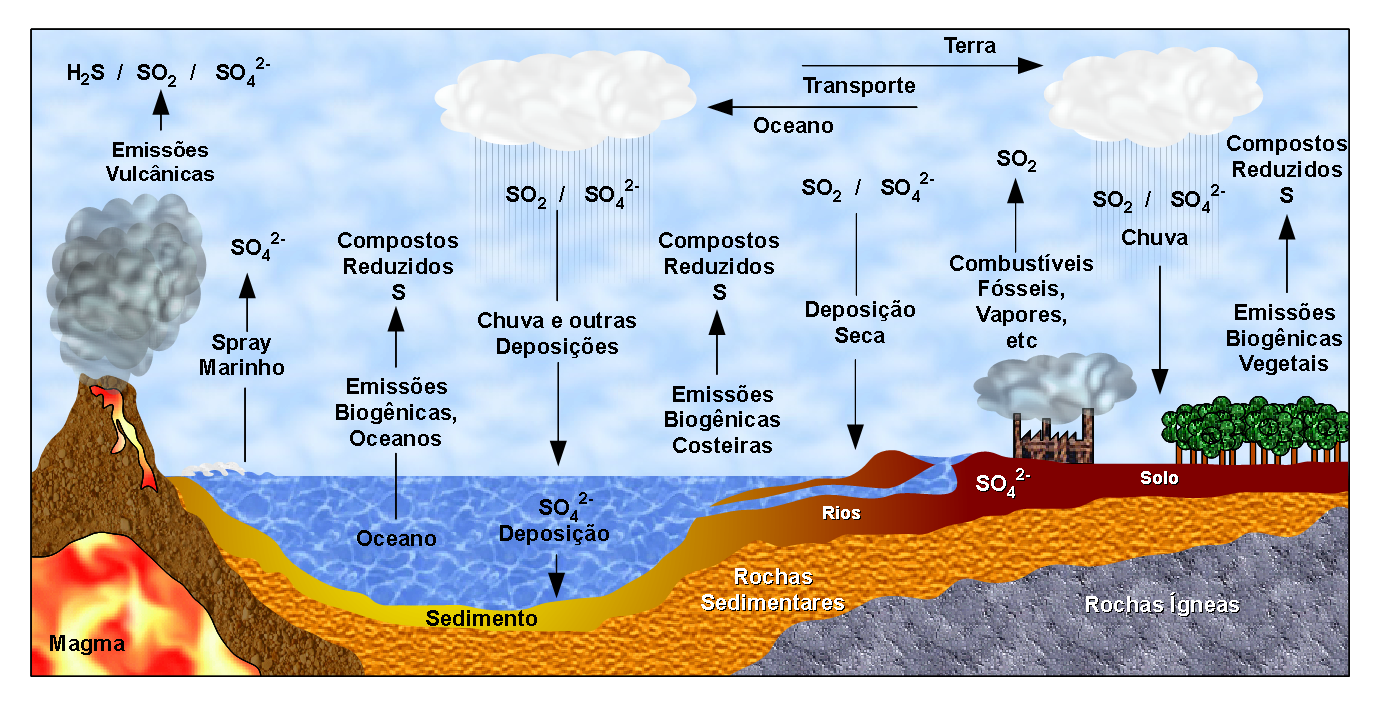
Ciclo do Enxofre

O enxofre é um importante constituinte de alguns aminoácidos, como a cisteína, e portanto, não pode faltar para perfeita produção de proteínas. Em muitos seres vivos, moléculas com átomos desse elemento, atuam como cofator ("estimulador") de reações químicas promovidas por enzimas.
Apresenta um ciclo com dois reservatórios: um maior, nos sedimentos da crosta terrestre e outro, menor, na atmosfera.
Nos sedimentos, o enxofre permanece armazenado na forma de minerais de sulfato. Com a erosão, fica dissolvido na água do solo e assume a forma iônica de sulfato (SO4--); sendo assim, facilmente absorvido pelas raízes dos vegetais.
Na atmosfera, o enxofre existe combinado com o oxigênio formando, cerca de 75% dele, o SO2 (dióxido de enxofre). Outra parcela está na forma de anidrido sulfídrico (SO3). O gás sulfídrico (H2S) - característico pelo seu cheiro de "ovo podre"- tem vida curta na atmosfera, apenas de algumas horas, sendo logo transformado em SO2.
Esses óxidos de enxofre (SO2 e SO3) incorporam-se ao solo com as chuvas, sendo então transformado em íons de sulfato (SO4--). Podem, também, ser capturados diretamente pelas folhas das plantas, num processo chamado de adsorção, para serem usados na fabricação de aminoácidos.
O único retorno natural do enxofre para a atmosfera é através da ação de decompositores que produzem o gás sulfídrico. As sulfobactérias realizam o processo inverso, com uma forma de obtenção de energia para a quimiossíntese.
A contribuição das atividades vulcânicas para o acúmulo de enxofre na atmosfera é pouco significativa. Maior tem sido a introdução artificial e humana, por meio da atividade industrial. A queima de combustíveis fósseis que possuem enxofre em sua composição (3% no carvão e 0,05% no petróleo), produz SO2 e SO3, aumentando sua concentração na atmosferas das grandes cidades. Essa fonte é responsável por 80% da poluição por enxofre. Ambos são, nessas condições, fortemente irritantes para os olhos e pulmões; além de contribuir para a formação do smog - mistura de fumaça (smoke, no inglês) com neblina (fog) -, altamente tóxico, que surge durante as inversões térmicas.

## Ação humana
A principal perturbação humana no ciclo global do enxofre é a libertação de SOX (SO2 mais uma pequena quantidade de SO3) para a atmosfera como resultado da queima de carvão e óleo contendo enxofre. O gás SOX prejudica a respiração nos humanos em elevadas concentrações e é moderadamente poluidor para as plantas.

## A chuva ácida
O vapor d'água, ao se condensar para formar as nuvens, dissolve várias substâncias e gases presentes na atmosfera.
A chuva, ao cair no solo, carregando as substâncias adquiridas na atmosfera é ligeiramente ácida, com pH chegando até 5,7. A presença cada vez maior de poluentes atmosféricos - resultado do crescimento industrial nos últimos séculos -, tem tornado a água da chuva cada vez mais ácida; o que traz imensos prejuízos para a fauna e a flora.
O primeiro registro sobre esse problema data de 1886, observado na Escócia. Seis anos depois, um químico inglês chamou de "chuva ácida" a esse fenômeno.[carece de fontes?]
São várias as substâncias responsáveis pela acidez da chuva. A principal é o ácido sulfúrico e também podem ser encontrados ácidos nítrico, nitroso e clorídrico. A primeira etapa da produção de ácido sulfúrico é acelerada pela presença de luz forte e NO2.
A chuva ácida (quando possui pH inferior a 4,0) pode afetar, indiretamente, a saúde humana tornando a água de reservatório insalubre. Essa água pode dissolver o cobre dos encanamentos, provocando mais diarreias em crianças. No sul da Noruega foi descoberto que uma maior incidência de chuva ácida era responsável por presença de altos níveis de alumínio na água potável. Isso parece estar ligado com uma incidência anualmente crescente de mal de Alzheimer; uma doença degenerativa do sistema nervoso que causa demência e paralisia.
No solo, a chuva ácida, provoca a sua acidez, dificultando a absorção de nutrientes pela raiz, diminuição no crescimento, perda de folhas ou até mesmo a morte das plantas. Na Floresta Negra da Alemanha, metade das árvores morreram em conseqüência das chuvas ácidas.
Mas os organismos mais sensíveis à chuva ácida são os peixes e outros animais aquáticos. Uma pequena redução no pH da água onde vivem, pode causar inúmeras mortes e alterações profundas nos ecossistemas aquáticos. Uma conseqüência também muito grave é a redução na produção pesqueira, como aconteceu em 1987 no Canadá, onde 14 mil lagoas estavam contaminadas.[carece de fontes?]
Não só os seres vivos são as vítimas da chuva ácida, mas também as obras de arte e monumentos arquitetônicos. O ácido sulfúrico dissolve tintas, amarelece os papeis dos livros e dissolve as rochas calcárias (como o mármore) usado em construções. Catedrais na Europa, como a de Catedral de Notre-Dame de Reims (França), que conseguiram sobreviver aos bombardeios e incêndios da Segunda Guerra Mundial estão, agora, com as fachadas escurecidas e suas estátuas ornamentais perdendo detalhes.
O que agrava e complica mais ainda o problema é o fato de que este é um tipo de poluição "transcontinental". Geralmente, o afetado não é o próprio causador da poluição, pois os gases que produzem a chuva ácida são transportados a até 2000 km de distância, antes de transformar-se em ácidos. Isso é o que acontece com a Escandinávia (Suécia e Noruega) que recebe a chuva ácida de poluentes vindos da Inglaterra, França e Alemanha.
Algo equivalente acontece no Brasil. As termelétricas do Rio Grande do Sul produzem o enxofre que causa chuvas ácidas no Uruguai. E a poluição gerada em Cubatão e na Grande São Paulo aparece nas acidez das chuvas que caem no litoral norte da estado (Ubatuba), apresentando pH de 2,8, surpreendentemente baixo se comparados com as das fontes poluidoras (entre 4,5 e 5,0).
Várias medidas - reunidas pela Inglaterra ao editar, em 1956, a "Lei do Ar Puro" - foram tomadas para reduzir a poluição atmosférica e acidez das chuvas. No Hemisfério Norte, onde é difundido o aquecimento doméstico, proíbe-se a queima de carvão natural em grelhas comuns e de resíduos de jardim em fogueiras. Procura-se, também, substituir o carvão por óleo diesel, com menos enxofre. As indústrias devem contribuir construindo chaminés mais altas (uma medida apenas paliativa), para que os ventos espalhem mais e diluam os poluentes e - o mais caro e importante - instalar dessulfurizadores; sistemas de filtros que retiram 90% do enxofre a ser emitido pela chaminé.
A poluição causado por veículos automotores pode ser reduzida pela adoção de gasolina com menor conteúdo de enxofre; pela instalação de conversores catalíticos no escapamento (eles reduzem em 90% a emissão de óxidos de nitrogênio) - já obrigatório nos EUA, Canadá e Japão - pela regulagem do motor ou, finalmente, pela substituição da gasolina pelo álcool.

## Ciclo do enxofre em Portugal
Em Portugal no ano de 2003, segundo o ]]Instituto do Ambiente]], foram libertadas cerca de 200.000 toneladas de de óxidos de enxofre (SOx). Destes, cerca de 35% tem origem em na zona de Sines.